# Ліма
Лі́ма, Лімак також Рімак (ісп. Lima; кеч. Limaq, Rimaq) — столиця та найбільше місто Перу, розташоване в долинах річок Чильйон, Римак і Лурін на узбережжі Тихого океану. Місто формує агломерацію разом з портовим містом Кальяо. Ліма заснована іспанським конкістадором Франсиско Пісарро 18 січня 1535, як «Місто Королів». Воно стало головним містом іспанського віцекоролівства Перу та, після війни за незалежність, столицею Республіки Перу. Нині близько третини населення країни мешкає в агломерації Ліми, а місто є п'ятим за розміром містом Латинської Америки.

## Історія

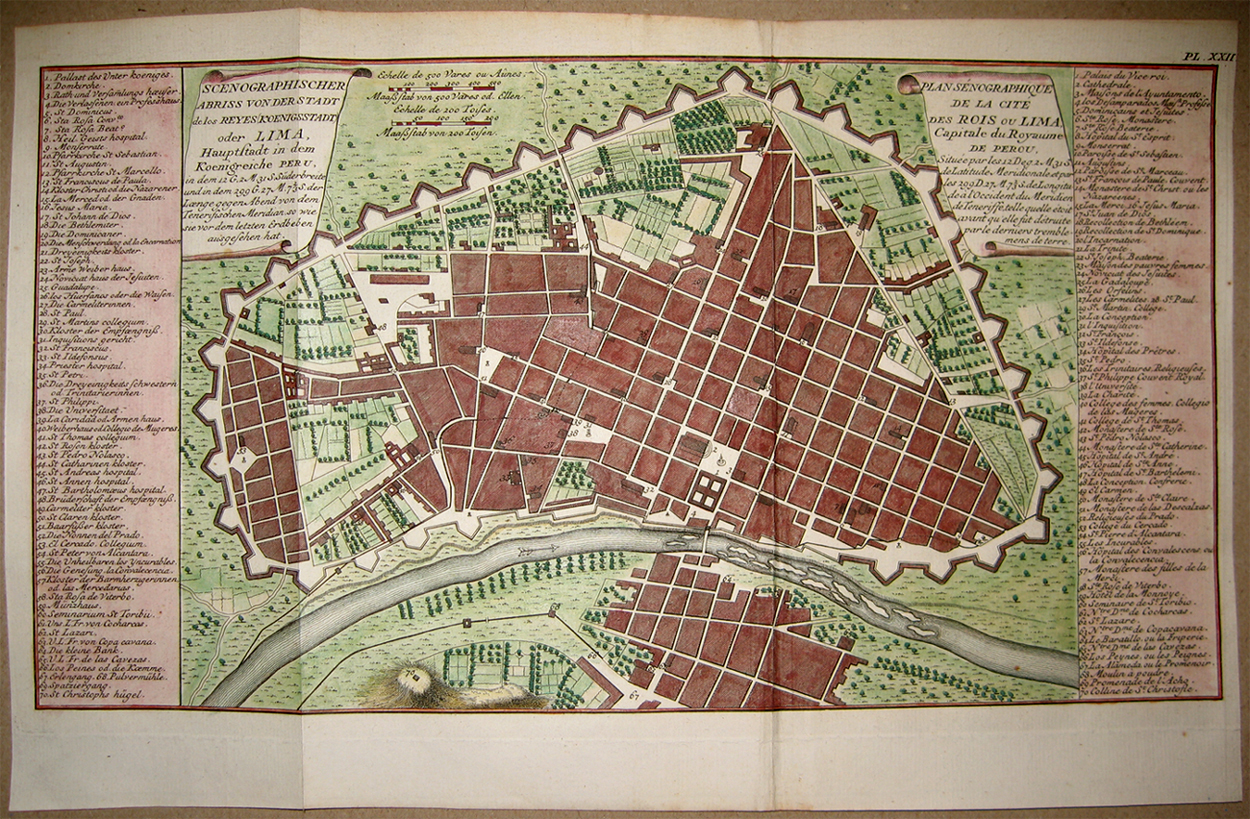
Система міських укріплень, 1750

В доколумбови часи територію нинішньої Ліми населяли індіанські племена ічма, що займалися рибальством і поливним землеробством. В XV столітті вони були включені до складу Імперії інків.
18 січня 1535 року іспанський конкістадор Франсиско Пісарро заснував місто Сьюдад-де-лос-Реєс, що в перекладі з іспанської означає «місто королів». За відомостями історика Сьєса де Леона: «Оскільки губернатор дон Франсиско Пісарро думав-таки спорудити це поселення, оглянувши долину Сангалья, та інші місця на узбережжі, спускаючись одного разу з кількома іспанцями там, де зараз знаходиться місто, місце йому здалося для цього придатним, і в ньому були необхідні умови. І тому місце було нанесено на креслення, і було споруджено його в рівному полі цієї долини, за два малих ліги від моря».
Однак серед місцевого населення ічма замість цієї назви вкоренилося інше, дане місту по річці і Ваке Римак у долині Ліма. Сама вака Римак являла собою круглий камінь. Після завоювання і поділу земель іспанцями цей камінь лежав у саду Херонімо де Сільви.
З першої індіанської хроніки Перу — «Повідомлення кіпукамайоків», 1542 — відомо, що початкове місце розташування Міста Королів було в іншому місці:
|  | Маркіз [Франсиско Пісарро], після розділу землі відразу ж поїхав, щоб закінчити заселення Міста Королів [Ліми], перенісши його з долини Хауха [Xauxa], де спочатку воно було поставлено, і залишив у Куско заступником-губернатором Ернандо Пісарро і Хуана Пісарро, своїх братів, та інших капітанів, і Гонсало Пісарро з ними. — Хуан де Бетансос, камайокі Кальапіньа, СУПН та ін. Повідомлення про Походження і Правлінні Інків |

У 1536 підрозділи інкських повстанців під керівництвом Манко II осадили місто, але іспанцям вдалося відкинути обложників, попри багаторазову чисельну перевагу індіанців.
Коли в 1543 Перу було проголошено іспанським віцекоролівством, Ліма стала центром іспанського володарювання в Південній Америці. Згідно з переписом 1614, проведеним віцекоролем Перу, маркізом Хуаном де Мендоса-і-Луна в місті проживало 25154 особи, з них: іспанців і креолів — 5257, іспанок — 4359, негрів-рабів — 4529, негритянок — 5857, мулатів і мулаток — 744, індіанців — 1116, індіанок — 867, метисів і метісок — 192, ченців, черниць і їх обслуги — 2227.
Зручне географічне положення Ліми і її столичний статус сприяли розквіту міста, що став головним торговельним центром всієї іспанської Південної Америки. Багатство Ліми привертало увагу ворожих Іспанії держав, а також безлічі піратів. Для захисту міста в 1684-1687 була споруджена грандіозна система оборонних споруд. На жаль, найсильніший землетрус 1687 великою мірою зруйнував як міські стіни, так і саме місто, ставши поворотним пунктом в історії Ліми. У наступні десятиліття місто втратило своє торгове значення на користь Буенос-Айрес і Картахени. Не менш сильний землетрус 1746 знову завдав величезної шкоди місту, давши, разом з тим, старт великої реконструкції Ліми.

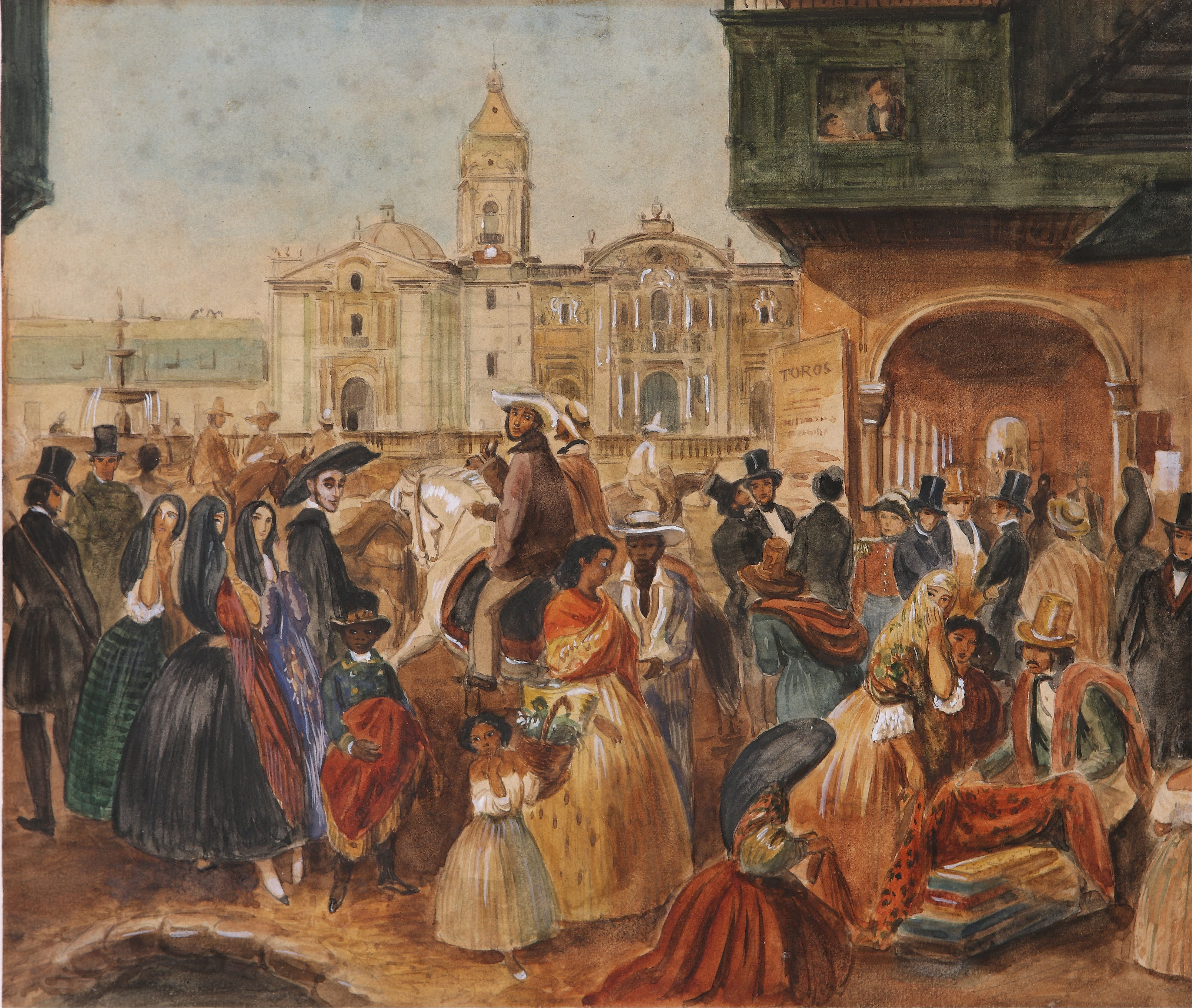
Головний майдан, бл. 1843

Опора міської економіки на торгівлю з метрополією призвела до того, що еліта Ліми виступала проти набиравших популярність ідей про незалежність від Іспанської імперії. У вересні 1820 генерал Сан-Мартін висадився зі своєю армією в Перу, захопив Ліму і на наступний рік, 28 липня 1821, проголосив незалежність держави Перу, а Ліма отримала статус столиці.
Після 2-ї Тихоокеанської війни Ліма довгий час (1884-1929) перебувала в стані глибокої економічної кризи. І тільки у 1930 положення міста стабілізувалося. Величезний збиток завдав землетрус у 1940. Однак в період політичної нестабільності, що тривала з середини 1940-х до початку 1990-х, у столиці знову відзначалися масове безробіття та високий рівень інфляції. Попри всі економічні проблеми, Ліма стала центром тяжіння сотень тисяч мігрантів з гірських районів країни. Так, у 1940-1980 населення міста зросло з 0,6 до 4,8 мільйонів осіб. Масовий наплив бідних жителів гірських областей привів до утворення великих районів нетрів навколо міста, цю проблему не вдається подолати й донині.
З 1993 в економіці Перу намітився деякий прогрес, з початку 1994 економіка столиці та країни в цілому почала швидко розвиватися. Тепер[коли?] економіко-політичну обстановку в Лімі можна схарактеризувати як стабільну.

## Географія і клімат

### Географічні відомості
Ліма розташована на узбережжі Тихого океану, у долинах річок Римак, Чильйон і Лурін, у підніжжя Анд. Історичний центр міста лежить приблизно за 15 кілометрів від океану, на березі річки Римак. Висота міста над рівнем моря коливається від 0 (набережна океану) до 500 (нетрі на оточуючих Ліму горах) метрів. Природна рослинність представлена головним чином рідкісними чагарниками і кактусами.
Місто-порт Кальяо, оточений з трьох боків територією Ліми і з заходу — Тихим океаном, формально є окремим населеним пунктом, але фактично давно злився з Лімою.

### Клімат
Клімат в Лімі досить своєрідний — з високим рівнем вологості, але з практично повною відсутністю опадів, попри те, що місто розташоване на 12-му градусі південної широти і майже на рівні моря. Він визначається впливом холодної океанічної течії Гумбольдта, що виходить з Антарктиди, близькістю Анд і тропічними широтами.
Через майже постійну низьку щільну хмарність, тривалість сонячного сяйва в Лімі становить 1284 години на рік (в середньому 28,6 годин в липні і 179,1 годин у січні). Для широти, на якій розташоване місто, ці показники винятково низькі.
- Абсолютний мінімум температури повітря: +8,9 °C (15 липня 1986)
- Абсолютний максимум температури повітря: +33,3 °C (31 березня 1983)

| Клімат Ліми             | Клімат Ліми | Клімат Ліми | Клімат Ліми | Клімат Ліми | Клімат Ліми | Клімат Ліми | Клімат Ліми | Клімат Ліми | Клімат Ліми | Клімат Ліми | Клімат Ліми | Клімат Ліми | Клімат Ліми |
| Показник                | Січ.        | Лют.        | Бер.        | Квіт.       | Трав.       | Черв.       | Лип.        | Серп.       | Вер.        | Жовт.       | Лист.       | Груд.       | Рік         |
| Абсолютний максимум, °C | 31          | 32          | 32          | 31          | 30          | 28          | 30          | 26          | 26          | 26          | 27          | 31          | 32          |
| Середній максимум, °C   | 26          | 26          | 26          | 24          | 22          | 20          | 19          | 18          | 19          | 20          | 22          | 24          | 22          |
| Середня температура, °C | 23          | 23          | 23          | 21          | 20          | 18          | 17          | 17          | 17          | 18          | 20          | 21          | 20          |
| Середній мінімум, °C    | 20          | 20          | 20          | 18          | 17          | 16          | 15          | 15          | 15          | 16          | 17          | 18          | 17          |
| Абсолютний мінімум, °C  | 16          | 17          | 16          | 13          | 12          | 11          | 10          | 10          | 10          | 10          | 8           | 10          | 8           |
| Норма опадів, мм        | 0           | 0           | 0           | 0           | 0           | 0           | 0           | 0           | 0           | 0           | 0           | 0           | 0           |
| ----------------------- | ----------- | ----------- | ----------- | ----------- | ----------- | ----------- | ----------- | ----------- | ----------- | ----------- | ----------- | ----------- | ----------- |
| Джерело: Weatherbase    |             |             |             |             |             |             |             |             |             |             |             |             |             |

## Населення
Чисельність жителів Ліми (з передмістями) — більше 9 млн осіб, що становить приблизно третину населення Перу. Місто відрізняється вкрай різноманітним етнічним і расовим складом населення:
- Білі латиноамериканці — 40 %
- Метиси — 44 %
- Азіати — 8 %
- Індіанці — 5 %
- Афро-латиноамериканці — 3 %

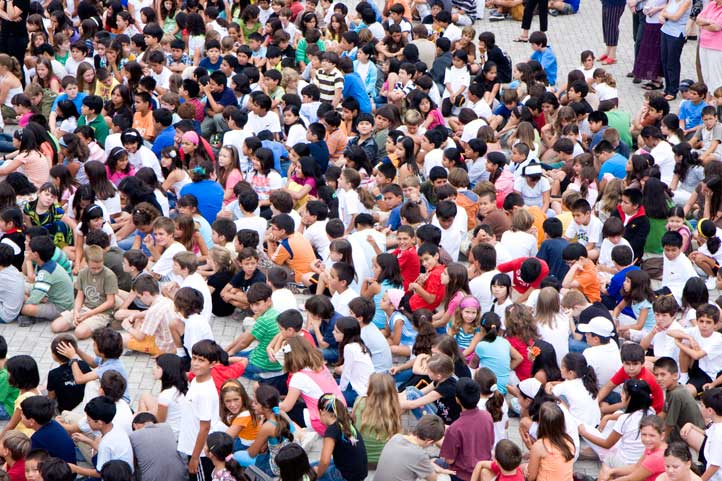
Одна з міських шкіл

Велика частина білих є нащадками (у порядку убування чисельності) іспанських, італійських, німецьких і хорватських переселенців. Ліма має найбільшу за чисельністю в Латинській Америці китайську громаду і другу (після Сан-Паулу) японську.
Завдяки настільки різноманітній культурній спадщині городян Ліму часто називають «Кулінарна столиця обох Америк», тут можна зустріти ресторани практично всіх кухонь світу.
Офіційних мов дві: іспанська та кечуа.
Віряни переважно католики.
Рівень злочинності досить високий, як і в усіх великих латиноамериканських містах.

## Економіка
Є безумовним фінансовим і промисловим центром Перу (більше 2/3 ВВП країни) і одним з основних економічних центрів Латинської Америки.
Завдяки дешевій і кваліфікованій робочій силі, розвиненій інфраструктурі і доступу до дешевої сировини в місті і околицях розміщено понад 7000 промислових підприємств, переважно текстильної, харчової, нафтопереробної та хімічної промисловості.
Основні фінансові установи Ліми зосереджені в районі Сан-Ісідро і включають в себе такі банки, як «Banco de Crédito del Perú», Interbank, Bank of the Nation, Banco Continental, MiBanco, Banco Interamericano de Finanzas, Banco Finaciero, Banco de Comercio і Credit Scotia. У Лімі також розміщена регіональна штаб-квартира банку Standard Chartered.
Все більшу роль в міській економіці з кожним роком відіграє туризм. Велика частина з мільйонів туристів, які щороку відвідують країну, починають своє знайомство з нею зі столиці.

## Транспорт
Ліму обслуговує Міжнародний аеропорт ім. Хорхе Чавеса (IATA:  'LIM' , ICAO:  'SPIM' ), розташований за 11 кілометрів на північний захід від історичного центру міста, з пасажирообігом 13,3 млн осіб на рік (2012), що є четвертим показником на континенті. Регулярні пасажирські рейси виконуються в десятки міст Північної і Південної Америк, а також в Париж, Мадрид і Амстердам. У 2012 Skytrax визнав аеропорт Ліми найкращим у Південній Америці.
Через Ліму проходить Панамериканське шосе. Також в місті починається Центральне шосе (вип.  Carretera Central ), що з'єднує столицю з внутрішніми районами країни і який закінчується в Пулькапе біля кордону з Бразилією. Автобусний транспорт в Перу прекрасно розвинений, десятки компаній пропонують міжміські рейси на комфортабельних двоповерхових автобусах.
Порт Ліми, розташований в передмісті Кальяо, є найбільшим в Південній Америці рибальським портом і одним з найбільших по вантажообігу.
У Лімі починається 535-кілометрова залізниця  Ferrocarril Central Andino , що з'єднує центр гірничодобувного регіону Серро-де-Паско з морським портом, друга за висотою над рівнем моря в світі. Крім доставки руди дорога використовується також в туристичних цілях.
Система громадського транспорту Ліми відрізняється неабиякою часткою хаосу. В місті діє близько 500 транспортних компаній, обслуговуючих вдвічі більше число автобусних маршрутів. В рамках наведення порядку у сфері транспорту міська влада в 2010 відкрила 33-кілометровий маршрут швидкісних автобусів  El Metropolitano, а в 2011 почала роботу перша гілка метрополітену Ліми (26 станцій, 34 кілометра).

## Культура і пам'ятки

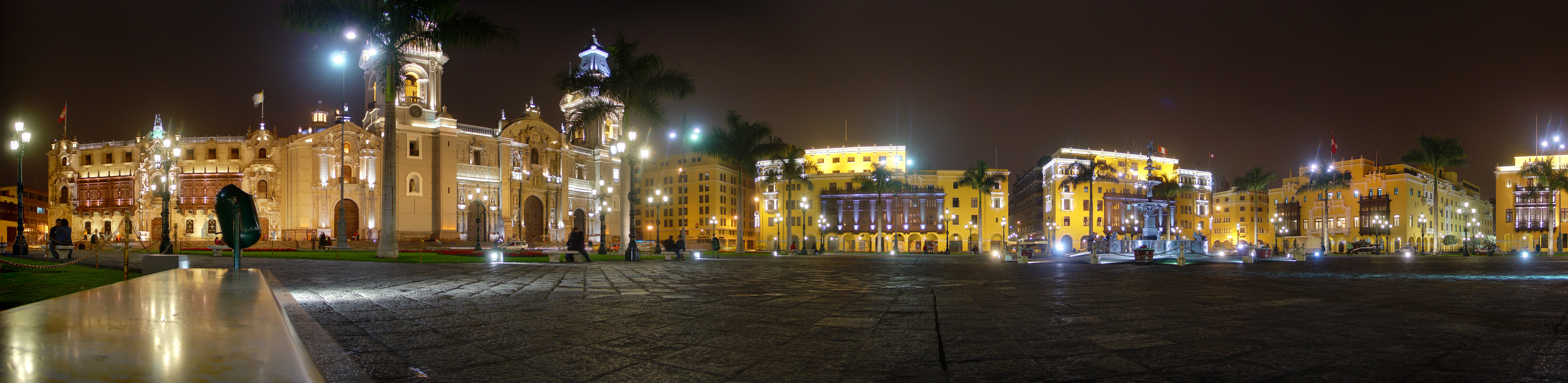
Ансамбль будівель колоніальної епохи в центрі Ліми

На культуру Ліми справила величезний вплив індіанська спадщина Перу, а також прадавня цивілізація інків, що жили на перуанській землі до завоювання її іспанцями. До виникнення імперії інків, в 1 ст. до н. е. — 7 ст. н. е. на території Ліми існувала Лімська культура.
Спадщину високорозвиненої цивілізації інків можна бачити не тільки в численних археологічних пам'ятниках і знахідках, які зберігаються в музеях Ліми, але і в сучасній народній творчості мешканців столиці Перу.
Будівлі колоніального періоду являють собою змішання іспанського і індіанського стилів, поєднання яких перуанці назвали креольським стилем. Крім чудових будівель, зведених під впливом іспанської та індіанської культур, у Лімі є кілька архітектурних споруд, побудованих в стилі мудехар, з яскраво вираженим мавританським впливом. Також у столиці можна побачити безліч зразків сучасної архітектури.
Серед музеїв Ліми слід відзначити Національний музей історії; Музей нації, експозиції якого відносяться до колоніальної епохи і раннього періоду незалежності; Національний музей антропології і археології, де представлена багата колекція творів мистецтва доколумбового періоду; художній музей; Музей віцекоролівства, який зберігає зразки меблів, одягу та живопису колоніального періоду; Природний історичний музей «Хав'єр Прадо»; Галерею сучасного перуанського мистецтва, де надається можливість ознайомитися з творчістю сучасних перуанських художників.
У країні практично щороку відкриваються нові виші, зокрема в Лімі, крім всесвітньо відомого університету Сан-Маркос, є ще кілька закладів вищої освіти.
Значне зібрання книг зберігається в Національній бібліотеці та бібліотеках університетів.
У столиці є Національна консерваторія і симфонічний оркестр, створений в 1938 року. У програмі оркестру переважають твори композиторів Перу: Андреса Саса Оршассаля, Карлоса Санчеса Малаги, Армандо Гевари Очаро та інших.
З середини XVI століття важливе місце в культурному житті Ліми займає театр. У 1548 у на площі Сан-Педро відбулась перша світська театральна вистава. Тепер[коли?] найвідомішим театром країни є Муніципальний театр в Лімі, приміщення якого також використовується як концертний зал.
Серед найбільших газет, що виходять в Лімі, особливо популярною є газета «Комерсіо», заснована в 1839, а також «Експрес», «Републіка» і офіційне урядове видання «Перуано».

## Міста-побратими
- Лос-Анджелес (англ. Los Angeles), США
- Маямі (англ. Miami), США
- Клівленд (англ. Cleveland), США
- Остін (англ. Austin, Texas), США
- Київ (укр. Київ), Україна
- Акхісар (тур. Akhisar), Туреччина
- Каїр (араб. القاهرة), Єгипет
- Монреаль (фр. Montréal), Канада
- Тегусігальпа (ісп. Tegucigalpa), Гондурас
- Пекін (кит.: 北京), Китай

## Пам'ятники
- Пам'ятник севіче — національній перуанській страві на основі свіжої риби, маринованої в соку лайма, відкритий в 2013[16]

## Цікаве
На честь міста названо астероїд 10867 Ліма.

## Галерея

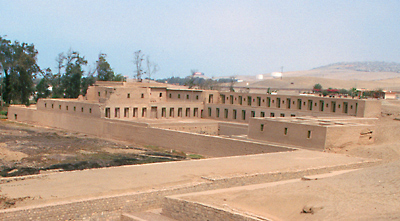
Пачакамак — важливий релігійний центр до прибуття іспанських конкістадорів
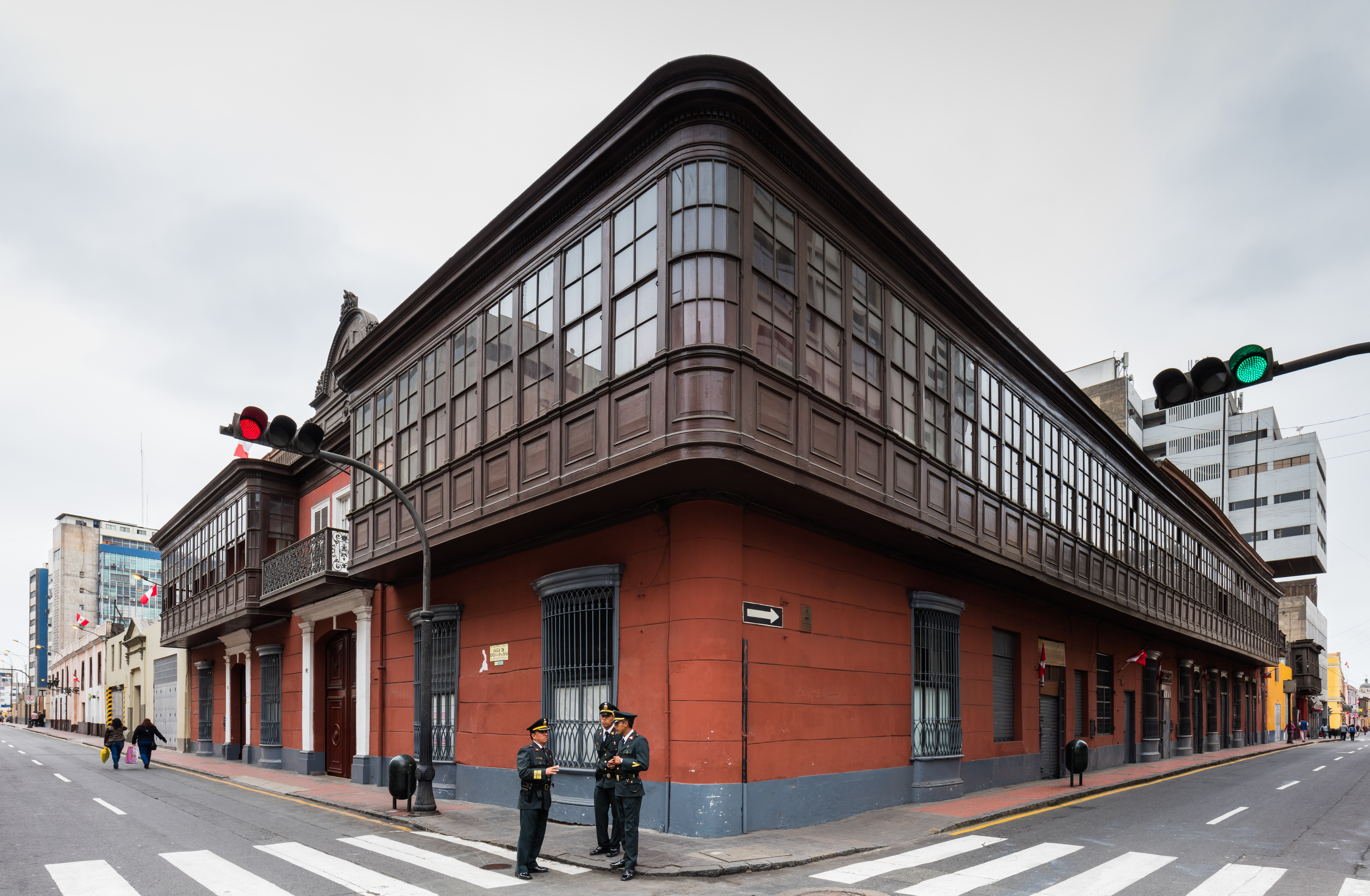
Балкони Ліми — значна архітектурна принада Ліми в колоніальний період
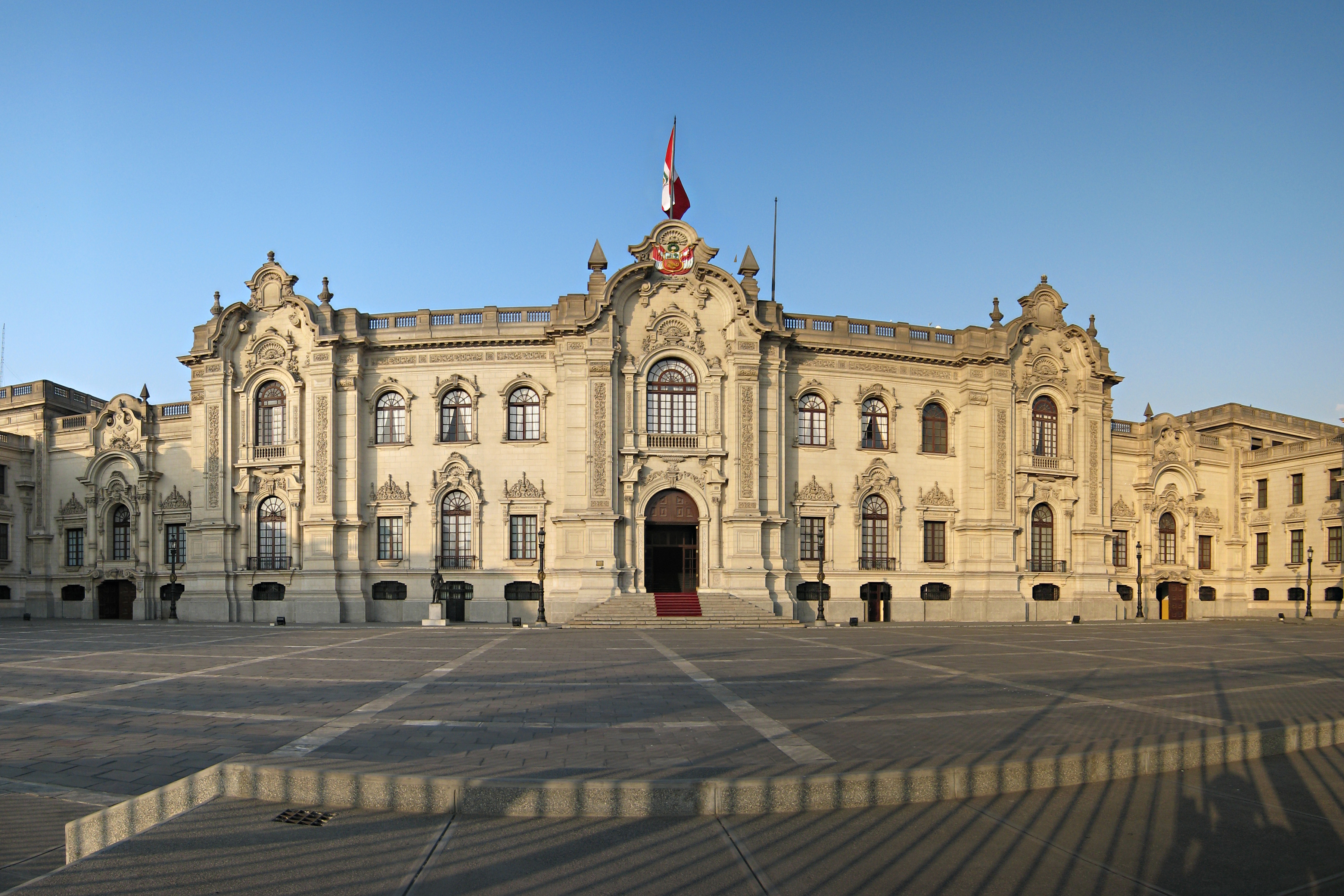
Палац Уряду Перу
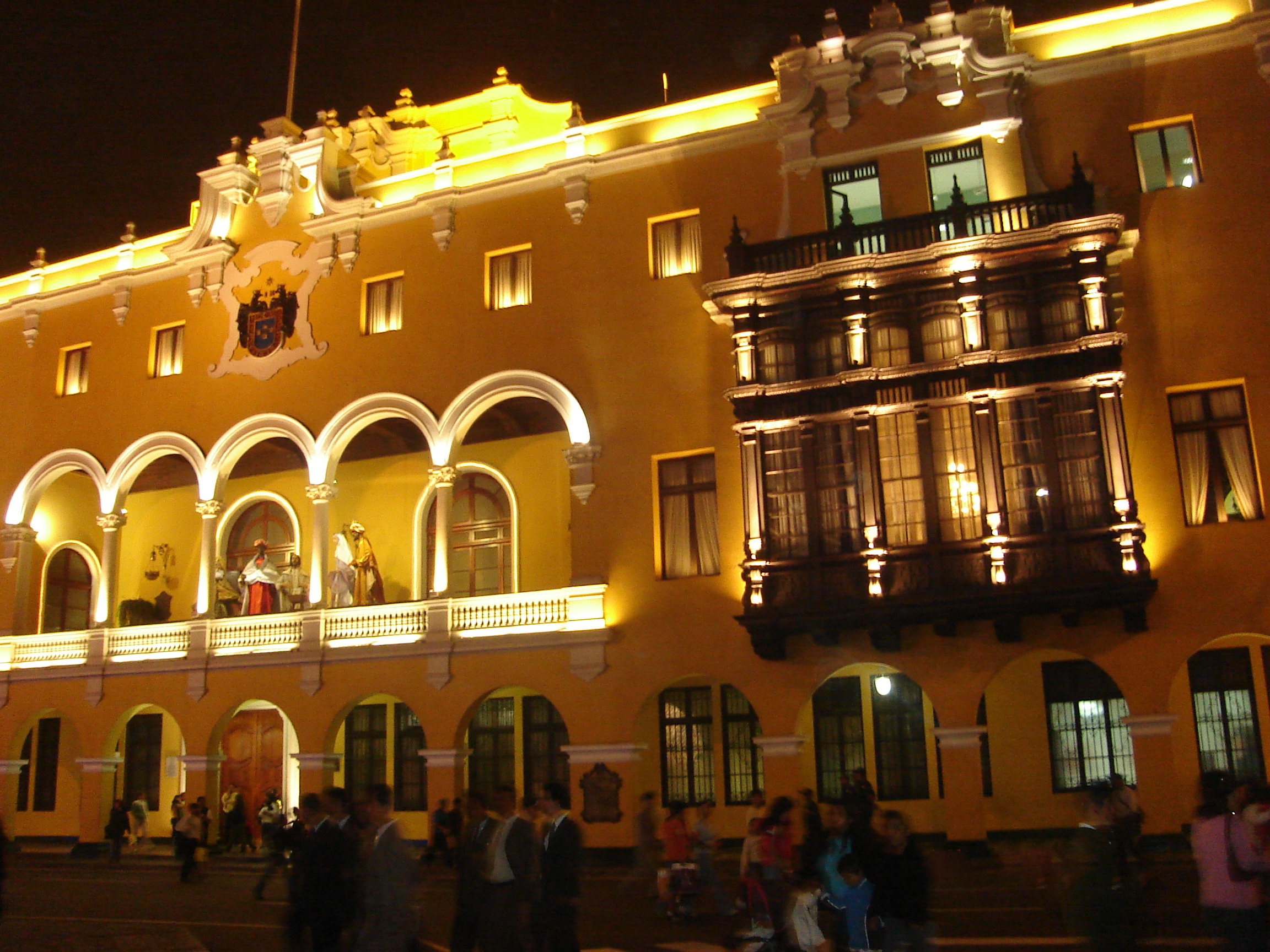
Мерія вночі
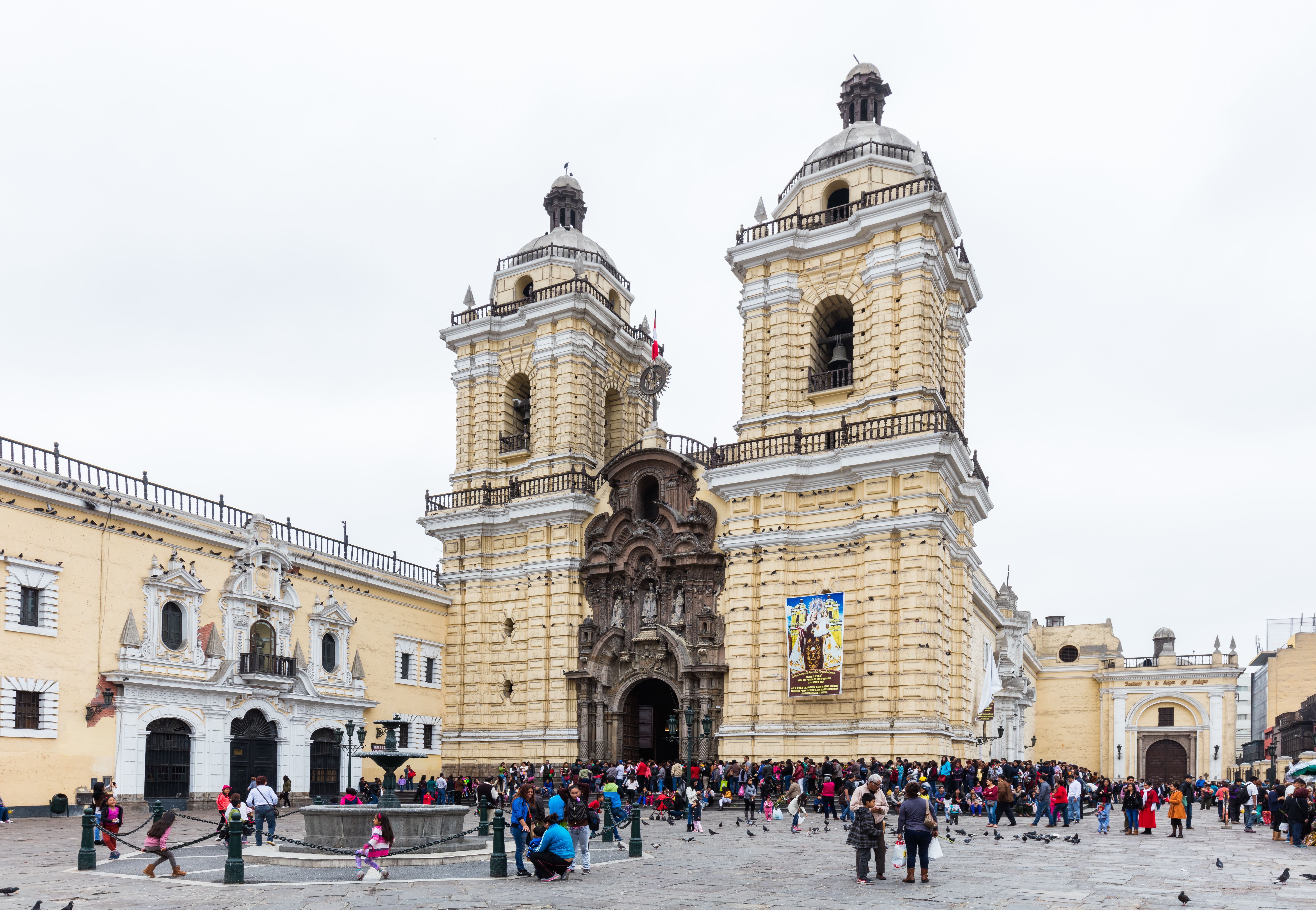
Монастир св. Франциска
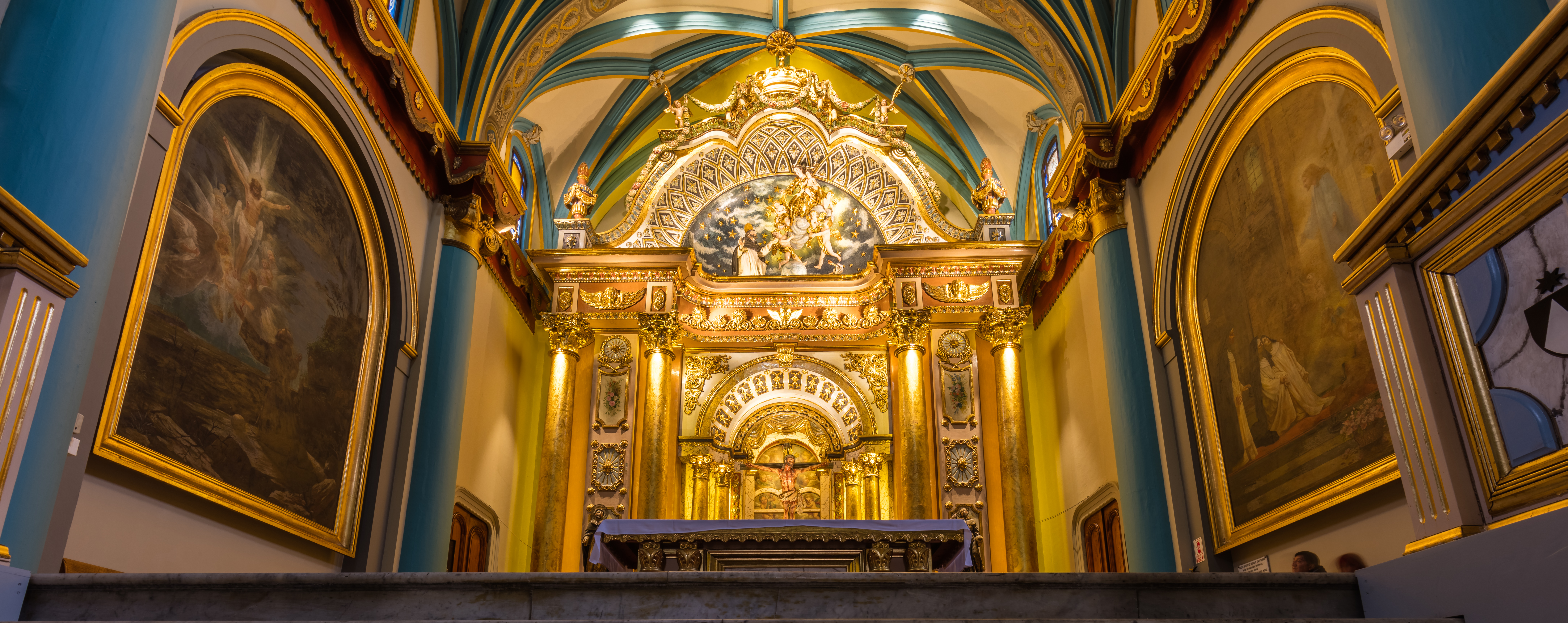
Інтер'єр церкви св. Домінґо
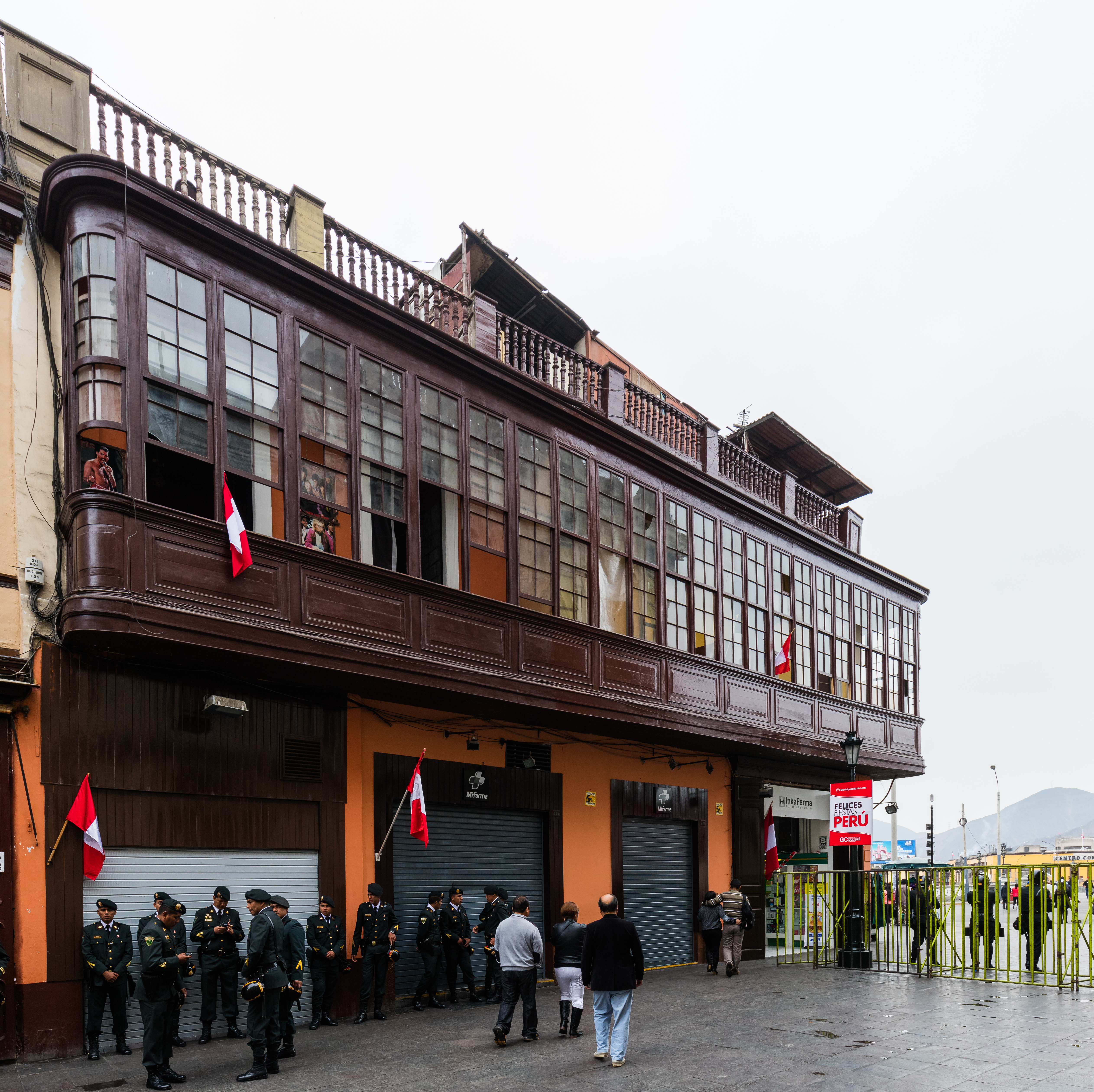
Будинок Каса де Альяга з типовими для Ліми балконами
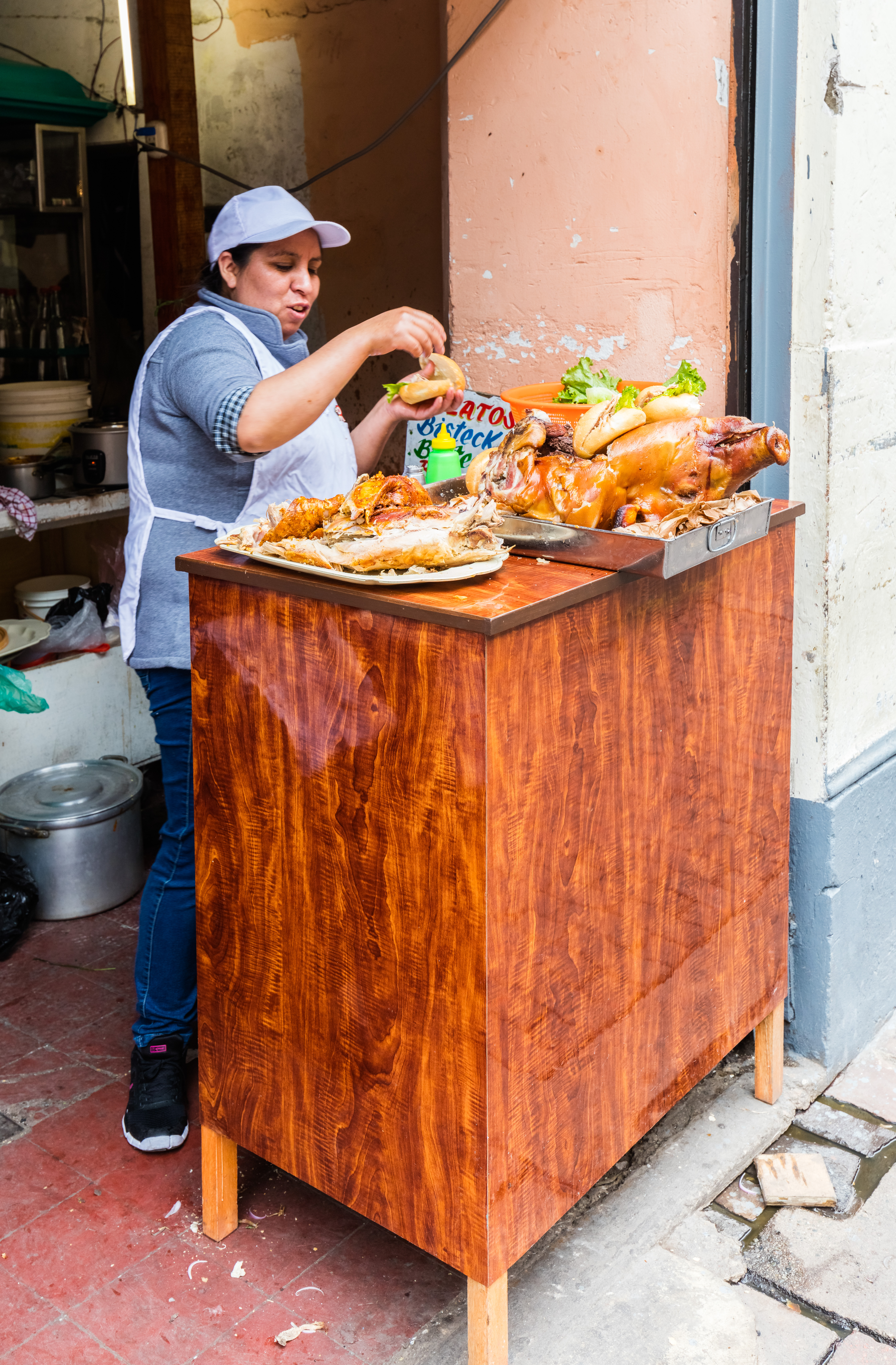
Вулична їжа в центрі Ліми
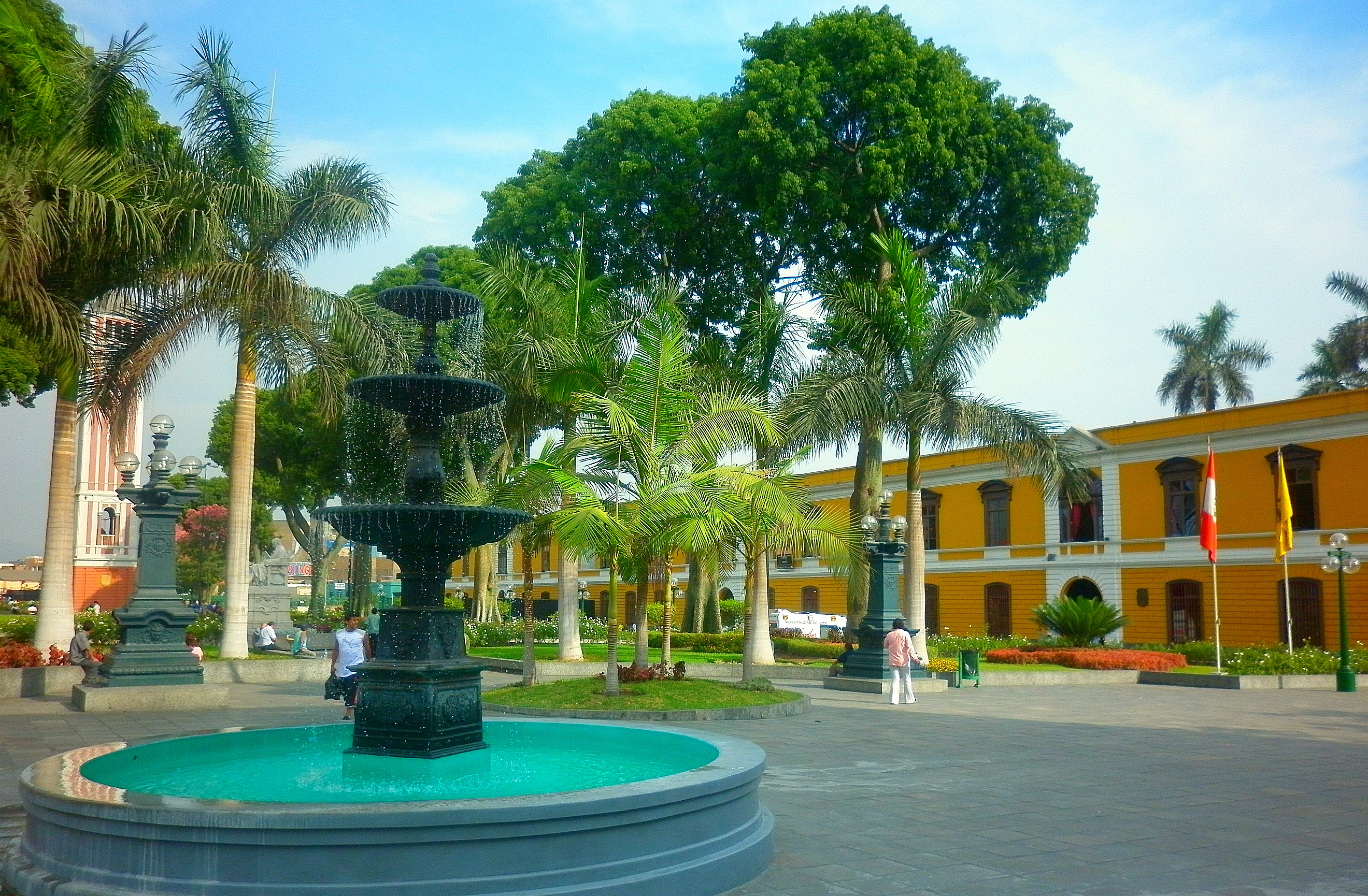
Вид на Культурний Центр Національного університету Сан-Маркос, ліворуч університетський парк, годинник університету та пам'ятник Сан Маркосу; праворуч історична будівля «Casona de San Marcos»
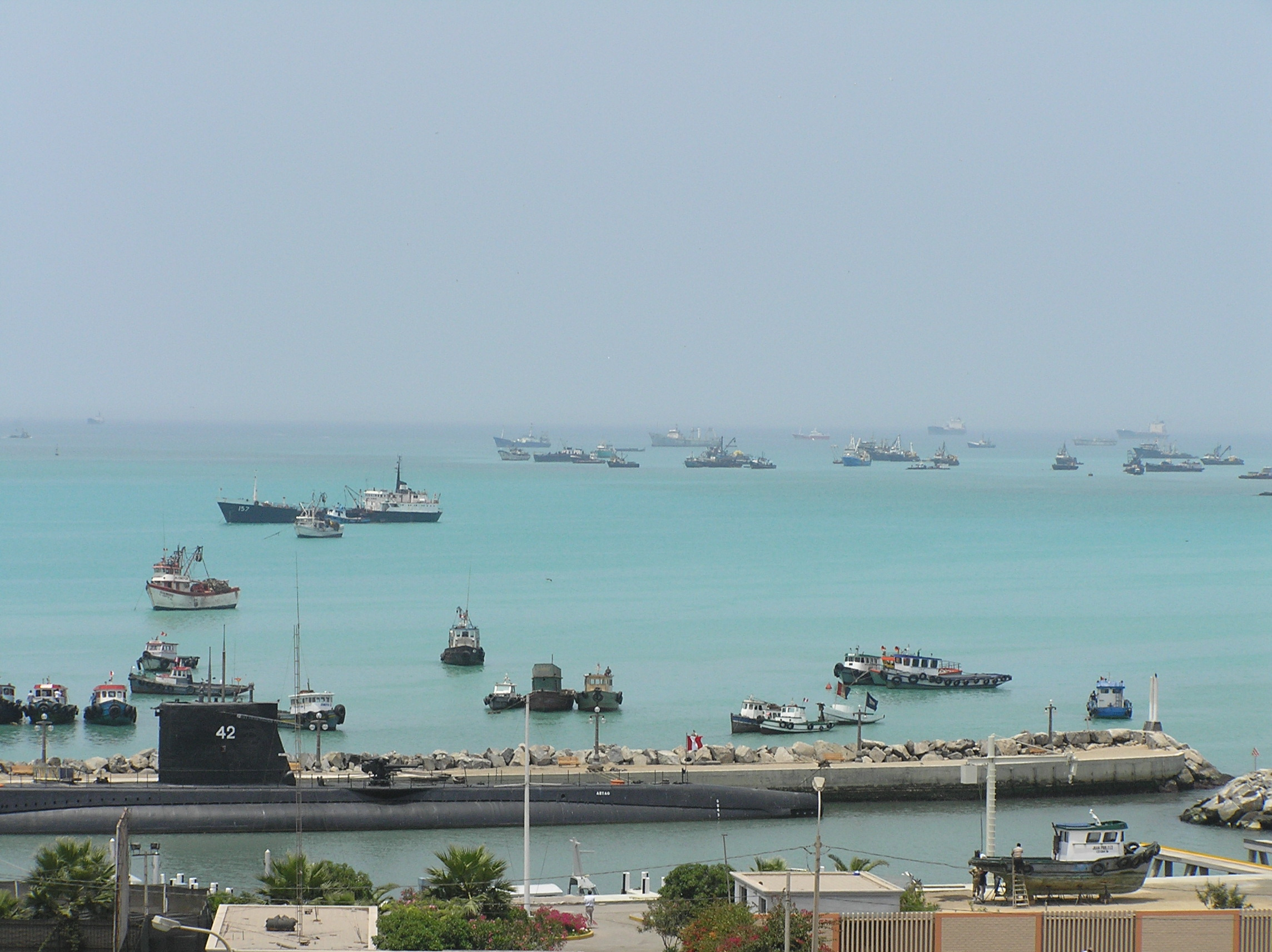
Порт Кальяо
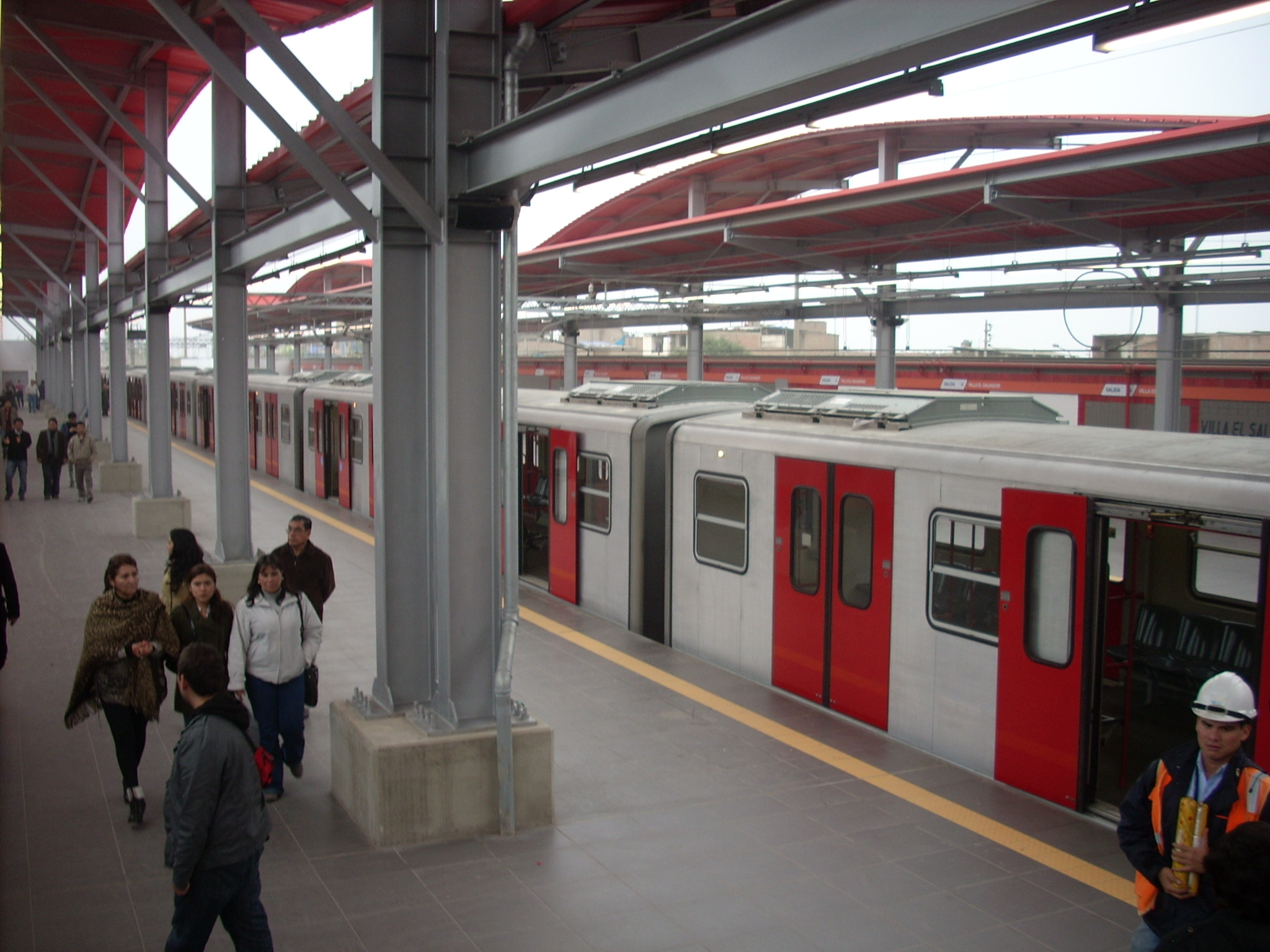
Метрополітен Ліми, потяг
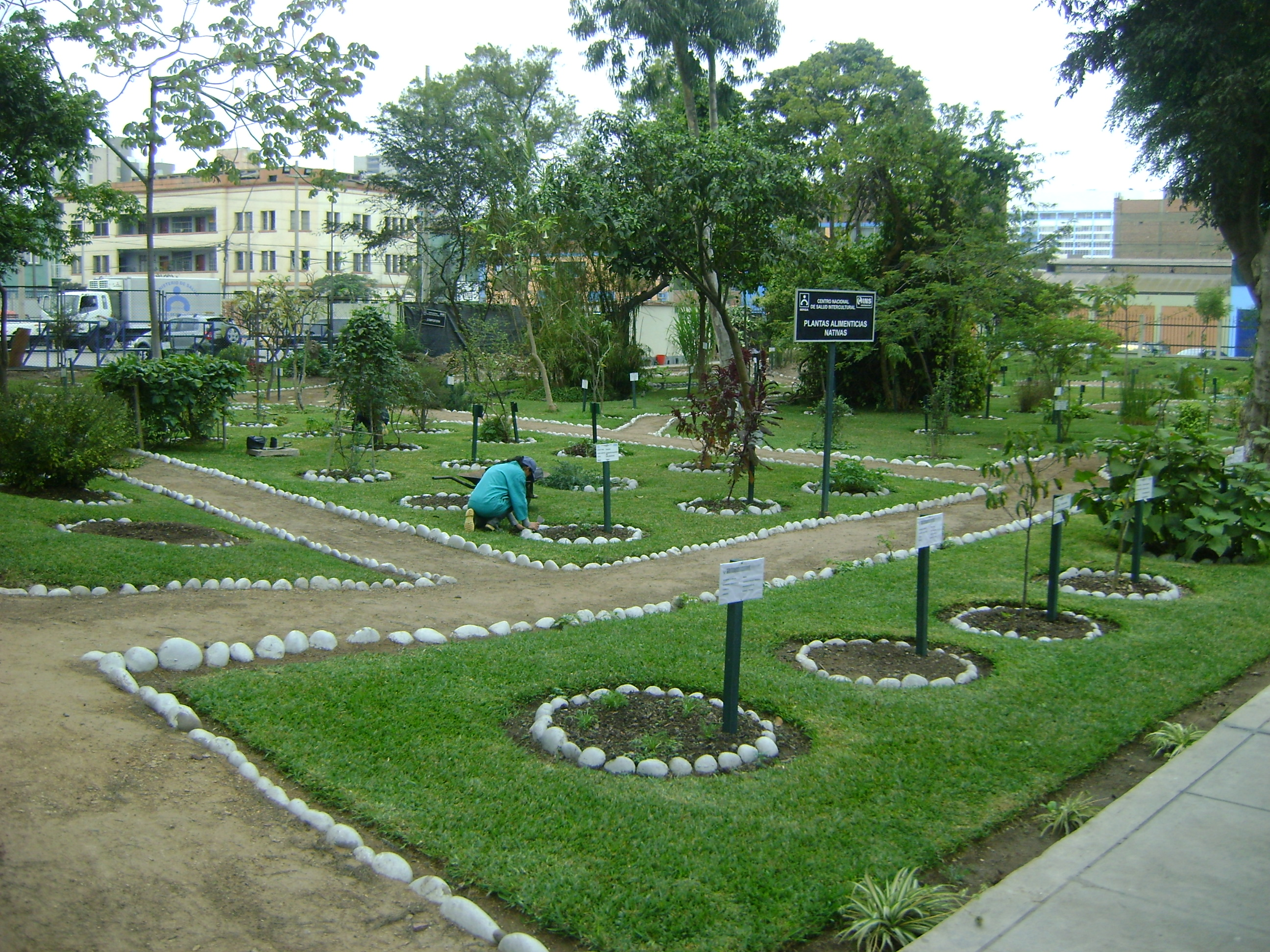
Ботанічний сад лікарських рослин